# Contea di Ottawa (Michigan)
La contea di Ottawa (in inglese Ottawa County) è una contea dello Stato del Michigan, negli Stati Uniti. La popolazione al censimento del 2000 era di 238 314 abitanti. Il capoluogo di contea è Grand Haven.

## Città, villaggi, township e comunità non incorporate
Città
- Coopersville
- Ferrysburg
- Grand Haven
- Holland
- Hudsonville
- Zeeland

Villaggi
- Spring Lake

Comunità non incorporate
- Allendale
- Bauer
- Beaverdam
- Beechwood
- Blendon
- Borculo
- Conklin
- Drenthe
- Eastmanville
- Forest Grove
- Jamestown
- Jenison
- Lamont
- Marne
- Nunica
- Vriesland
- West Olive

Township
- Allendale Charter Township
- Blendon Township
- Chester Township
- Crockery Township
- Georgetown Charter Township
- Grand Haven Charter Township
- Holland Charter Township
- Jamestown Charter Township
- Olive Township
- Park Township
- Polkton Charter Township
- Port Sheldon Township
- Robinson Township
- Spring Lake Township
- Tallmadge Charter Township
- Wright Township
- Zeeland Charter Township